# Mare Tyrrhenum
Mare Tyrrhenum és una característica d'albedo a la superfície de Mart, localitzada amb el sistema de coordenades planetocèntriques a -19.78 ° latitud N i 105 ° longitud E. El nom va ser aprovat per la UAI l'any 1958 i fa referència a la Mare Tyrrhenium, mar Tirrena.
1. ↑  "Mare Tyrrhenum". Gazetteer of Planetary Nomenclature. USGS Astrogeology Research Program. (anglès)
2. ↑   Proceedings of the General Assembly in Transactions of the International Astronomical Union. XB, 1958, through XXVB, 2003.